# Strongman

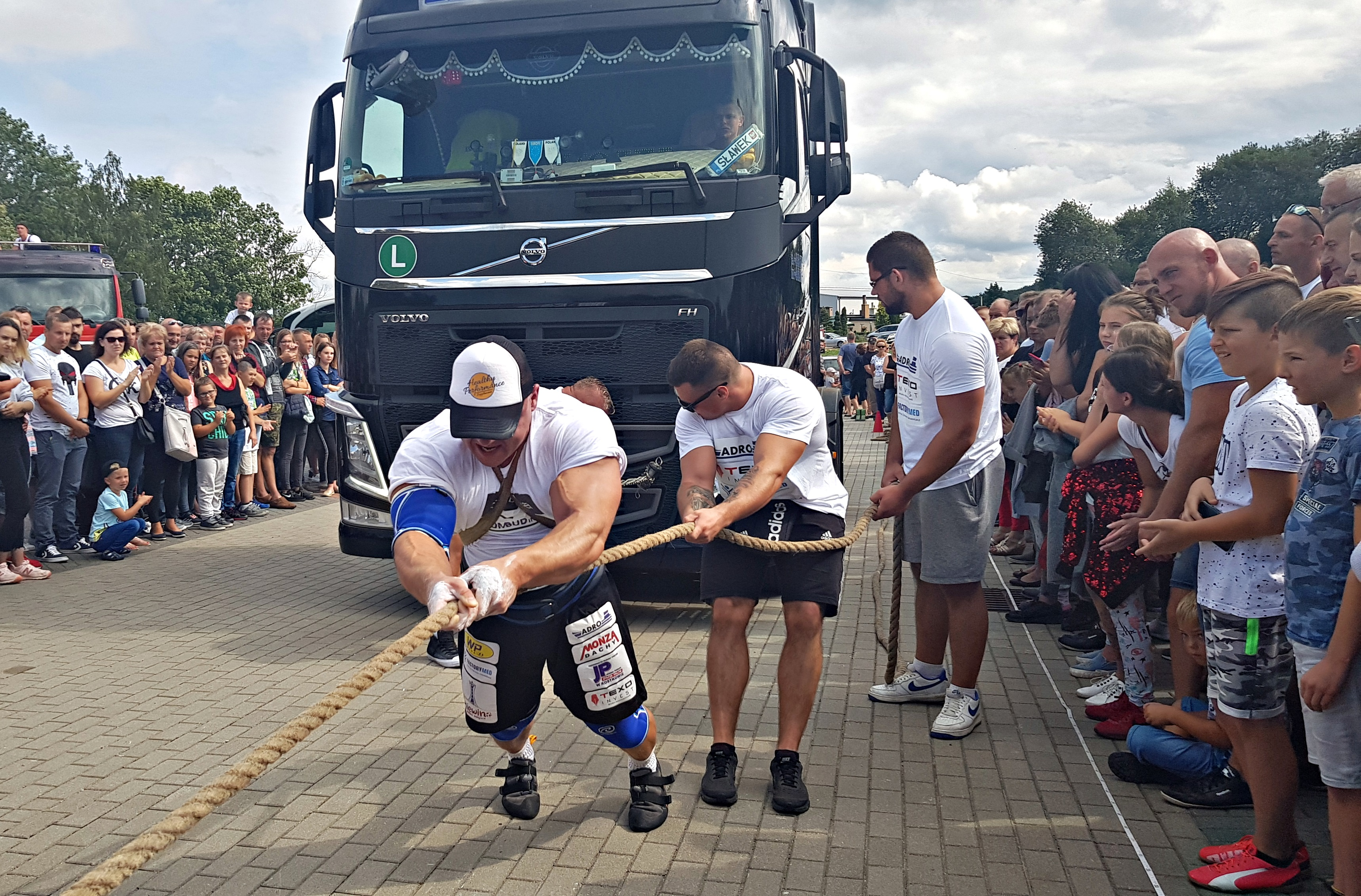
Przeciąganie

Strongman (pl. siłacz) – określenie zawodnika oraz dyscypliny sportu siłowego polegającej na podnoszeniu, podrzucaniu lub przemieszczaniu przedmiotów o dużej masie.
W XIX wieku termin ten odnosił się do osoby prezentującej dużą siłę (zanim sporty siłowe zostały skodyfikowane jako podnoszenie ciężarów, trójbój siłowy itp.) lub cyrkowca, który wykonywał pokazy, np. unoszenia ciężarów ponad głową, zginania stali, rozrywania łańcuchów itp.

## Strongman jako sport
Strongman jest rodzajem sportu siłowego. Jest to młoda dyscyplina, uformowała się w drugiej połowie XX wieku. Strongman nie jest dyscypliną olimpijską. Pierwszym w historii tego sportu mistrzem świata został w 1977 r. Amerykanin Bruce Wilhelm.
W ostatnich latach ta dyscyplina sportu staje się coraz bardziej popularna w wielu krajach świata. Największym powodzeniem cieszy się w USA, Kanadzie, Skandynawii, Europie Środkowej i Wschodniej, Wielkiej Brytanii, Niemczech, Holandii, Hiszpanii, Iranie, Australii i RPA. Coraz więcej krajów organizuje swoje mistrzostwa strongmanów.
Sport strongman wymaga ogromnej siły fizycznej, ogromnej wytrzymałości i bardzo dobrej dynamiki. Jednocześnie jest bardzo widowiskowy, co sprawia, że wielu zawodników przechodzi do tej dyscypliny z trójboju siłowego, podnoszenia ciężarów, kulturystyki i pchnięcia kulą. Sport ten predysponuje zawodników wysokich, dlatego uzyskują oni najlepsze wyniki. Sport strongman jest niemal całkowicie zdominowany przez zawodników białych.
Standardowe zawody odbywają się w najbardziej prestiżowej i widowiskowej kategorii wagowej powyżej 105 kg (masy ciała zawodnika). Osobno rozgrywana jest druga kategoria: strongmanlight, do 105 kg.
Od 1977 odbywają się co roku Mistrzostwa Świata Strongmanów, a od roku 2005 równolegle Mistrzostwa Świata IFSA Strongmanów.
Trzecim najważniejszym i najbardziej prestiżowym pojedynkiem siłaczy są doroczne, organizowane od 2002 r. przez Arnolda Schwarzeneggera zawody Arnold Strongman Classic. Kolejnymi najważniejszymi, dorocznymi zawodami siłaczy są Drużynowe Mistrzostwa Świata Par Strongmanów i Mistrzostwa Europy Strongmanów.

## Strongman w Polsce
W Polsce sport ten rozpoczął się w 1998, kiedy na plaży w Gdyni odbyły się po raz pierwszy w Polsce zawody strongmanów. W lutym 1999 w hali Olivii w Gdańsku odbyły się po raz pierwszy Mistrzostwa Polski Strongmanów, a pierwszym Mistrzem Polski Strongmanów został Lubomir Libacki.
Kolejnym czołowym zawodnikiem na polskiej scenie siłaczy okazał się Jarosław Dymek, który jednak szybko został zdominowany przez Mariusza Pudzianowskiego. Obaj stali się stałymi uczestnikami Mistrzostw Świata Strongmanów i najlepszą, eksportową parą siłaczy. Do najlepszych polskich zawodników dołączyli wkrótce Sławomir Toczek, Ireneusz Kuraś, Sebastian Wenta i Robert Szczepański.
Corocznie organizowanych jest w Polsce coraz więcej pojedynków i pokazów siłaczy. Na terenie Polski odbywa się również coraz więcej zawodów o znaczeniu międzynarodowym, m.in. Mistrzostwa Europy Strongman, Super Serie, Pojedynek Gigantów, Polska kontra Reszta Świata, Mistrzostwa Europy Centralnej Strongman w Parach, Strong Man Champions League i Giants Live. Od początku istnienia dyscypliny działało lub działa w Polsce wiele firm i stowarzyszeń organizujących zawody Strong Man, stąd też w ciągu roku organizowane są Mistrzostwa Polski przygotowywane przez różne organizacje (tak było np. w latach 2007-2009). W związku z tym, że w Polsce nie ma ogólnokrajowej federacji, która zrzeszałaby wszystkie te organizacje, każde z rozegranych mistrzostw należy traktować jako oficjalne.
Mistrzowie Polski strongman:
| Rok                                        | Mistrz Polski         | Miejsce zawodów     |
| ------------------------------------------ | --------------------- | ------------------- |
| Mistrzostwa Polski Strongman 1999          | Lubomir Libacki       | Gdańsk              |
| Mistrzostwa Polski Strongman 2000          | Mariusz Pudzianowski  | Sopot               |
| Mistrzostwa Polski Strongman 2001          | Jarosław Dymek        | Sopot               |
| Mistrzostwa Polski Strongman 2002          | Jarosław Dymek        | Ostrów Wielkopolski |
| Mistrzostwa Polski Strongman 2003          | Mariusz Pudzianowski  | Piła                |
| Mistrzostwa Polski Strongman 2004          | Mariusz Pudzianowski  | Szczecin            |
| Mistrzostwa Polski Strongman 2005          | Jarosław Dymek        | Starachowice        |
| Mistrzostwa Polski Strongman 2006          | Mariusz Pudzianowski  | Gdańsk / Września   |
| Mistrzostwa Polski Strongman 2007          | Mariusz Pudzianowski  | Strzegom            |
| Mistrzostwa Polski Strongman A-Nowi 2007   | Tyberiusz Kowalczyk   | Rokietnica          |
| Mistrzostwa Polski Strongman 2008          | Mariusz Pudzianowski  | Częstochowa         |
| Mistrzostwa Polski Strongman Everlast 2008 | Michał Szymerowski    | Poznań              |
| Mistrzostwa Polski Strongman 2009          | Mariusz Pudzianowski  | Trzebiatów          |
| Mistrzostwa Polski Strongman Harlem 2009   | Robert Szczepański    | Inowrocław          |
| Mistrzostwa Polski Strongman A-S 2009      | Robert Szczepański    | Malbork             |
| Mistrzostwa Polski Strongman 2010          | Rafał Kobylarz        | Zabrze              |
| Mistrzostwa Polski Strongman 2011          | Janusz Kułaga         | Niestum             |
| Mistrzostwa Polski Strongman 2012          | Krzysztof Radzikowski | Radzionków          |
| Mistrzostwa Polski Strongman 2013          | Krzysztof Radzikowski | Augustów            |
| Mistrzostwa Polski Strongman 2014          | Grzegorz Szymański    | Augustów            |
| Mistrzostwa Polski Strongman A-S 2014      | Tomasz Kowal          | Nowy Sącz           |
| Mistrzostwa Polski Strongman 2015          | Mateusz Kieliszkowski | Augustów            |
| Mistrzostwa Polski Strongman 2016          | Mateusz Kieliszkowski | Gdańsk              |
| Mistrzostwa Polski Strongman 2017          | Mateusz Kieliszkowski | Gdańsk              |
| Mistrzostwa Polski Strongman 2018          | Mateusz Kieliszkowski | Gdańsk              |
| Mistrzostwa Polski Strongman 2019          | Mateusz Kieliszkowski | Inowrocław          |
| Mistrzostwa Polski Strongman 2020          | Robert Cyrwus         | Inowrocław          |
| Mistrzostwa Polski Strongman 2021          | Oskar Ziółkowski      | Inowrocław          |
| Mistrzostwa Polski Strongman 2022          | Marek Czajkowski      | Białystok           |
| Mistrzostwa Polski Strongman 2023          | Marek Czajkowski      | Inowrocław          |

## W mediach
Stałe działy strongman znajdują się w magazynach prasowych Kulturystyka i fitness sport dla wszystkich oraz Kulturystyka i fitness.
Transmisje z zawodów można było w Polsce oglądać w programach telewizyjnych TVN, Eurosport, Eurosport 2, Tele 5, SportKlub. Od 2018 oprócz TVP Sport archiwalne zawody pokazuje ESPN Classic.